# イングリッド・チューリン
イングリッド・チューリン（Ingrid Thulin, 1926年1月27日 - 2004年1月7日）は、スウェーデン人の女優。

## 来歴
ヴェステルノールランド県ソレフテオー出身。父親は漁師。子供のころからバレエを学び、ストックホルムの王立ドラマ劇場付属俳優学校で学ぶ。
イングマール・ベルイマン監督の映画作品で世界的に知られる存在となった。ベルイマン中期の作品群はイングリッド・チューリンの演技に支えられていたと言っても過言ではない。1960年代以降は、アラン・レネやルキノ・ヴィスコンティの監督作品、またエンターテインメント作品にも出演。知性とエロティシズムを漂よわせた演技が特徴。
1960年代以降ローマに在住していたが、癌のため帰国。ストックホルムの病院で死去。

## 主な出演作品
- 野いちご Smultronstället （1957年）
- 女はそれを待っている Nära livet （1958年）
- 魔術師 Ansiktet （1958年）
- 黙示録の四騎士 The Four Horsemen of the Apocalypse （1962年）
- 冬の光 Nattvardsgästerna （1962年）
- 沈黙 Tystnaden （1963年）
- 恍惚 Die Lady （1964年）
- 死刑台への招待 Return from the Ashes （1965年）
- 戦争は終った La Guerre est finie （1966年）
- 地獄に堕ちた勇者ども La Caduta degli dei （1969年）
- 叫びとささやき Viskningar och rop （1972年）
- カサンドラ・クロス The Cassandra Crossing （1976年）
- 戦慄の黙示録 Il giorno prima （1987年）